# Трансакциона анализа
Трансакциона анализа (ТА) је, у основном значењу, метод формално-структуралне анализе склопа личности, преласка особе из једног у неко друго его-стање и приказивање сложених међуљудских односа помоћу трансакционих дијаграма. Метода је настала под утицајем психоанализе, теорије комуникације и психологије малих група. Проучава три различита его-стања у истој личности (Родитељ, Одрасли, Дете) и трансакције међу њима.
Оснивач Трансакционе анализе, почетком педесетих година 20. века, је Ерик Берн.

## Главне идеје
Циљ трансакционе анализе је развој и промена личности. Кроз теорију личности, даје нам идеју о психичкој структури људи користећи модел его стања. На тај начин нам помаже да схватимо како људи изражавају своју личност кроз понашање. Трансакциона анализа је уско повезана и са теоријом комуникације помоћу које можемо приступити анализи система и организација. Захваљујући теорији развоја детета коју нам нуди, развија концепт животног скрипта, тј. идеје да наши садашњи обрасци понашања воде порекло из детињства. Користећи овај концепт, помаже нам да схватимо понављање животних скрипти које смо развили у детињству када одрастемо. Трансакциона анализа нам тиме пружа и теорију психопатологије.
У практичној примени, трансакциона анализа се користи у психотерапеутске сврхе и може се користити у лечењу психолошких поремећаја. Као такав модел, може се користити у индивидуалној, групној, породичној терапији и терапији парова. Осим терапеутске примене, користи се свуда где постоји потреба за разумевањем појединаца, њихових односа и комуникације. У том смислу, може се примењивати у образовним установама, у области саветовања и анализи организација.

## Филозофске претпоставке
Трансакциона анализа се заснива на филозофским претпоставкама које се односе на људе, живот и циљеве промене. То су:
- Људи су ок
- Свако има способност да мисли
- Људи одлучују о својој судбини, а те одлуке се могу мењати

Из ових претпоставки се развијају два основна принципа праксе трансакционе анализе:
- Склапање уговора
- Отвореност комуникације

### Људи су ок
Људи су ок је основна претпоставка трансакционе анализе која подразумева да сви имамо вредности и достојанство као људи, односно да прихватамо себе и друге такве какви смо. Овај исказ се искључиво односи на биће, а не на понашање. У том смислу, прихвата се позиција да нам се не допада или да не прихватамо када неко нешто ради, али да у исто време прихватамо оно шта тај неко јесте.

### Свако има способност да мисли
Ова позиција подразумева да је свако одговоран да одлучи шта жели од живота и да живи са последицама својих одлука. То искључује људе са озбиљним оштећењем мозга.

### Модел доношења одлука
Иако смо сви ок, некада се можемо понашати на начин који није ок. То значи да се понашамо на начин који смо усвојили када смо били врло мали како бисмо преживели и добили оно шта желимо. Међутим, као одрасли некада прибегавамо тим понашањима, одлукама и обрасцима који су непродуктивни из перспективе одраслог човека. У том смислу све одлуке које смо некада донели можемо променити, чак и оне одлуке које смо донели када смо били мали, тј. које смо усвојили као деца, а које се тичу нас и света који нас окружује.